# Bacino Harney

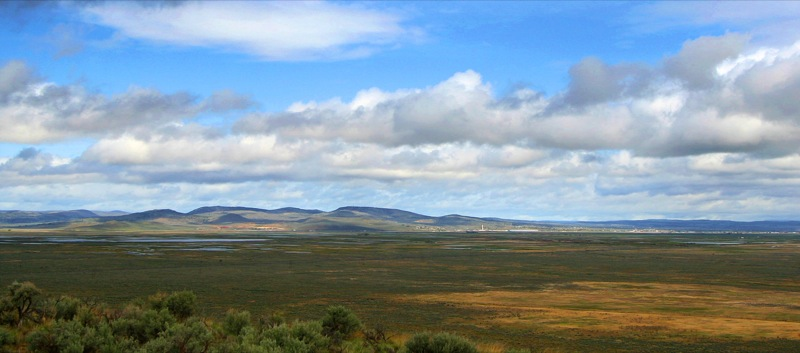
Bacino Harney vicino a Burns

Il bacino Harney (in inglese Harney Basin) è un bacino idrografico endoreico negli Stati Uniti occidentali, situato in Oregon. 
Si trova in particolare nell'angolo nord-occidentale del Gran Bacino, in gran parte nella contea di Harney. Esso è delimitato a nord e ad est dal Columbia Plateau, mentre a ovest dalla Catena delle Cascate. 
La regione si estende per circa 1488 km² e ha un'altitudine massima di 1585 m, mente l'elevazione minore è di 1219 m.
Diversi sono i laghi salati presenti nel bacino: il lago Harney, il lago Malheur e il lago Albert sono i più grandi.

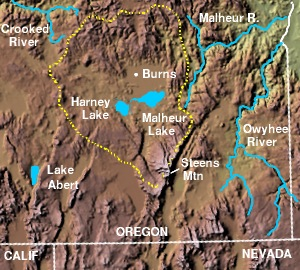
mappa del bacino di Hanrey